# Neuhof (Bad Staffelstein)
Neuhof ist ein Gemeindeteil der Stadt Bad Staffelstein im oberfränkischen Landkreis Lichtenfels.

## Geografie
Die Einöde Neuhof liegt etwa neun Kilometer südwestlich von Lichtenfels, im Norden eines lang gezogenen Dreiecks zwischen Itz und Main. Der Ort befindet sich westlich am Fuß der Banzer Berge. Die Staatsstraße 2204 von Bad Staffelstein nach Seßlach führt südlich an dem Ort vorbei. Westlich verläuft der Tunnel Eierberge der Schnellfahrstrecke Nürnberg–Erfurt.

## Geschichte
Die erste Erwähnung von Neuhof war in einem Kopialbucheintrag im 17. Jahrhundert für das Jahr 1412. Demnach besaß der Würzburger Dompropstei im Banzgau den Zehnten von „Neuenhoff“. Etwa 1448 waren unter den Frondiensten des sogenannten Kleinen Höfleins zu Gleußen Heu- und Getreidefuhren vom „Neuenhoff“ nach Kloster Banz. 1520 gehörte „Newenhoff“ zur Pfarrei Altenbanz. 1569 erfolgte eine Visitation der banzischen Hofhäuser, darunter „Zum Neuenhoff“. 1801 gehörte Neuhof dem Kloster Banz und war nach Altenbanz eingepfarrt. 1854 erwarb Max Joseph in Bayern das Anwesen.
1862 erfolgte die Eingliederung der Landgemeinde Nedensdorf mit seinem Ort Neuhof in das neu geschaffene bayerische Bezirksamt Staffelstein.
1871 hatte Neuhof 17 Einwohner und neun Gebäude. Die katholische Schule befand sich im 3,5 Kilometer entfernten Nedensdorf, die katholische Kirche im 3,5 Kilometer entfernten Kloster Banz. 1900 umfasste die Landgemeinde Nedensdorf eine Fläche von 540,07 Hektar, 264 Einwohner, von denen alle katholisch waren, und 48 Wohngebäude. 15 Personen lebten in Neuhof in zwei Wohngebäuden. 1925 lebten 10 Personen in zwei Wohngebäuden, 1950 waren es 13 Einwohner und zwei Wohngebäude. Die zuständige evangelische Pfarrei befand sich in Herreth. Im Jahr 1970 zählte die Einöde neun Einwohner und 1987 vier Einwohner sowie zwei Wohngebäude.
Am 1. Juli 1972 schloss sich Nedensdorf mit seinem Ortsteil Neuhof und den Nachbargemeinden Altenbanz, Stadel, Unnersdorf und Teilen Weingartens zur neuen Gemeinde Banz zusammen, die am 1. Januar 1978 aufgelöst und in die Stadt Staffelstein eingegliedert wurde. Seitdem gehört Neuhof zu Staffelstein.
Am 1. Juli 1972 wurde der Landkreis Staffelstein aufgelöst und Neuhof in den Landkreis Lichtenfels eingegliedert.